# پی‌نیوی (آرکانزاس)
پی‌نیوی (به انگلیسی: Payneway) یک منطقهٔ مسکونی در ایالات متحده آمریکا است که در شهرستان پوینست، آرکانزاس واقع شده‌است. پی‌نیوی ۶۵ متر بالاتر از سطح دریا واقع شده‌است.